# Fluviopupa
Fluviopupa là một chi ốc nước ngọt rất nhỏ, động vật thân mềm chân bụng có mài sống trong môi trường nước ngọt trong họ Hydrobiidae. 

## Các loài
Các loài thuộc chi Flaviopupa bao gồm:
- Fluviopupa gracilis
- Fluviopupa ramsayi